# Mesothen
Mesothen is een geslacht van vlinders van de familie spinneruilen (Erebidae).

## Soorten
- M. albifrons Schaus, 1901
- M. albilimbata Dognin, 1912
- M. aurantegula D.Jones, 1914
- M. aurantiaca Dognin, 1906
- M. aurata Dognin
- M. bisexualis Dognin, 1912
- M. caeruleicorpus Schaus, 1905
- M. catherina Schaus, 1892
- M. cosmosomoides Rothschild, 1911
- M. demicostata Kaye, 1918
- M. desperata Walker, 1856
- M. dorsimacula Rothschild, 1911
- M. endoleuca Druce, 1905
- M. epimetheus Schaus, 1892
- M. erythaema Hampson, 1898
- M. ethela Schaus, 1911
- M. flavicostata Druce, 1906
- M. flaviventris Druce, 1884
- M. ignea Druce, 1898
- M. inconspicuata Kaye, 1911
- M. meridensis Rothschild, 1911
- M. montana Schaus, 1911

- M. nana Schaus, 1905
- M. nomia Druce, 1900
- M. ockendeni Druce, 1905
- M. perflava Kaye, 1911
- M. petosiris Druce, 1883
- M. pyrrha Schaus, 1889
- M. pyrrhina D.Jones, 1914
- M. restricta Rothschild, 1931
- M. rogenhoferi Schaus, 1892
- M. roseifemur Draudt, 1915
- M. samina Druce, 1896
- M. semiflava Rothschild, 1911
- M. temperata Schaus, 1911
- M. tigrina Rothschild, 1931
- M. zenobia Schaus, 1927